# Tassadia valioi
Tassadia valioi är en oleanderväxtart som beskrevs av J. Fontella Pereira. Tassadia valioi ingår i släktet Tassadia och familjen oleanderväxter. Inga underarter finns listade i Catalogue of Life.